# 보체크

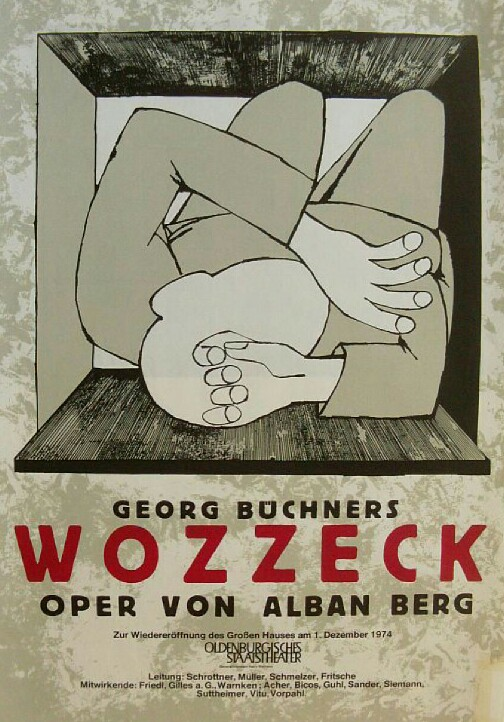

《보체크》(Wozzeck)는 알반 베르크가 작곡한 첫 번째 오페라이다. 이 작품은 1914년과 1922년 사이에 작곡되었고, 1925년에 초연되었다. 보체크의 대본은 독일의 극작가 게오르크 뷔히너의 미완성 희곡 보이체크(Woyzeck)에 기초를 둔다.

## 등장인물
- 보첵, 바리톤
- 마리, 그의 동거녀, 소프라노
- 마리의 아들, 보이 소프라노
- 장군, 부포 테너
- 의사, 바포 베이스
- drum major, 헬덴테너
- 안드레스, 보첵의 친구, 리릭 테너
- 마르그레트, 마리의 이웃
- 첫 번째 수련자, deep bass
- 두 번째 수련자, 하이 바리톤
- 광인, 하이 테너
- 병사들, 수련자들, 여자들, 아이들

## 줄거리

### 1막
- 1장: 보체크이 장군의 면도를 하고 있다.
- 2장: 보체크와 안드레스가 막대기를 깎고 있다
- 3장: 군대 퍼레이드 중
- 4장: 의사가 보체크가 자신의 지시를 따르지 않는다고 직책한다
- 5장: 마리와 Drum Master의 만남.

### 2막
- 1장: 마리는 그의 아이에게 잠에 들라고 말한다.
- 2장: 의사가 길거리에서 장군에게 달려간다.
- 3장: 보체크이 마리의 부정을 의심하며 추궁한다.
- 4장: 보체크는 마리가 Drum Master를 만나는 것을 본다
- 5장: 밤, 잠 못이루던 보첵은 안드레스를 깨운다.

### 3막
- 1장: 마리는 그녀의 방의 성경책을 읽으며, 용서를 외친다.
- 2장: 마리와 보체크가 호수가를 걷다가, 정신착란으로 그녀를 칼로 찌른다.
- 3장: 사람들이 술집에서 춤을 추고, 보체크가 안에 들어선다.
- 4장: 보체크는 마리를 죽였다는 죄책감에 시달린다.
- 5장: 다음날 아침, 아이가 밖에서 놀고, 마리의 시체가 발견되었다는 소식이 퍼진다.

## 악기 편성
- 피트 오케스트라
  - 목관악기: 플루트4(피콜로 겸함), 오보에4(제4는 잉글리시 호른을 겸함), 클라리넷(B♭)4(제1은 A조, 제3과 제4는 E♭조를 겸함), 베이스 클라리넷, 바순3, 콘트라바순
  - 금관악기: 호른4, 트럼펫4, 트롬본4, 튜바
  - 타악기: 팀파니4, 큰북2, 여러 대의 심벌즈, 작은북, 탐탐2, 트라이앵글, 실로폰
  - 건반악기: 첼레스타
  - 현악기: 하프, 현5부(제1·2바이올린, 비올라, 첼로, 더블베이스)
- 특별 그룹 1: 행진 악단(1막 3장에 등장)
  - 목관악기: 피콜로, 플루트2, 오보에2, 클라리넷2, 바순2
  - 금관악기: 호른2, 트럼펫2, 트롬본3, 튜바
  - 타악기: 큰북과 심벌즈, 작은북, 트라이앵글
- 특별 그룹 2: 여관 악단(2막 4장에 등장)
  - 클라리넷, 튜바, 아코디언, 기타, 피들2
- 특별 그룹 3: 실내 관현악단(2막 3장에 등장)
  - 목관악기: 플루트(피콜로 겸함), 오보에, 잉글리시 호른, E♭ 클라리넷, 클라리넷(A), 베이스 클라리넷, 바순, 콘트라바순
  - 금관악기: 호른2
  - 현악기: 바이올린2, 비올라, 첼로, 더블베이스

## 참고 문헌
- Jarman, D., The Music of Alban Berg (Faber & Faber, 1979)
- Perle, G., The Operas of Alban Berg: Wozzeck (California University Press, 1980)